# Purpurblättrige Dreimasterblume
Die Pflanzenart Purpurblättrige Dreimasterblume (Tradescantia spathacea) aus der Gattung der Dreimasterblumen (Tradescantia) gehört zur Familie der Commelinagewächse (Commelinaceae). Manchmal verwendet man auch ihren alten Gattungsnamen Rhoëo. Ihr natürliches Verbreitungsgebiet umfasst die Karibischen Inseln und erstreckt sich in Zentralamerika vom südlichen Mexiko über Belize bis Guatemala. Sie wird in den Tropen bis Subtropen als Zierpflanze in Parks sowie Gärten verwendet und man nutzt sie auch als unempfindliche Zimmerpflanze. In weiten Teilen der Subtropen und Tropen ist sie verwildert.

## Beschreibung

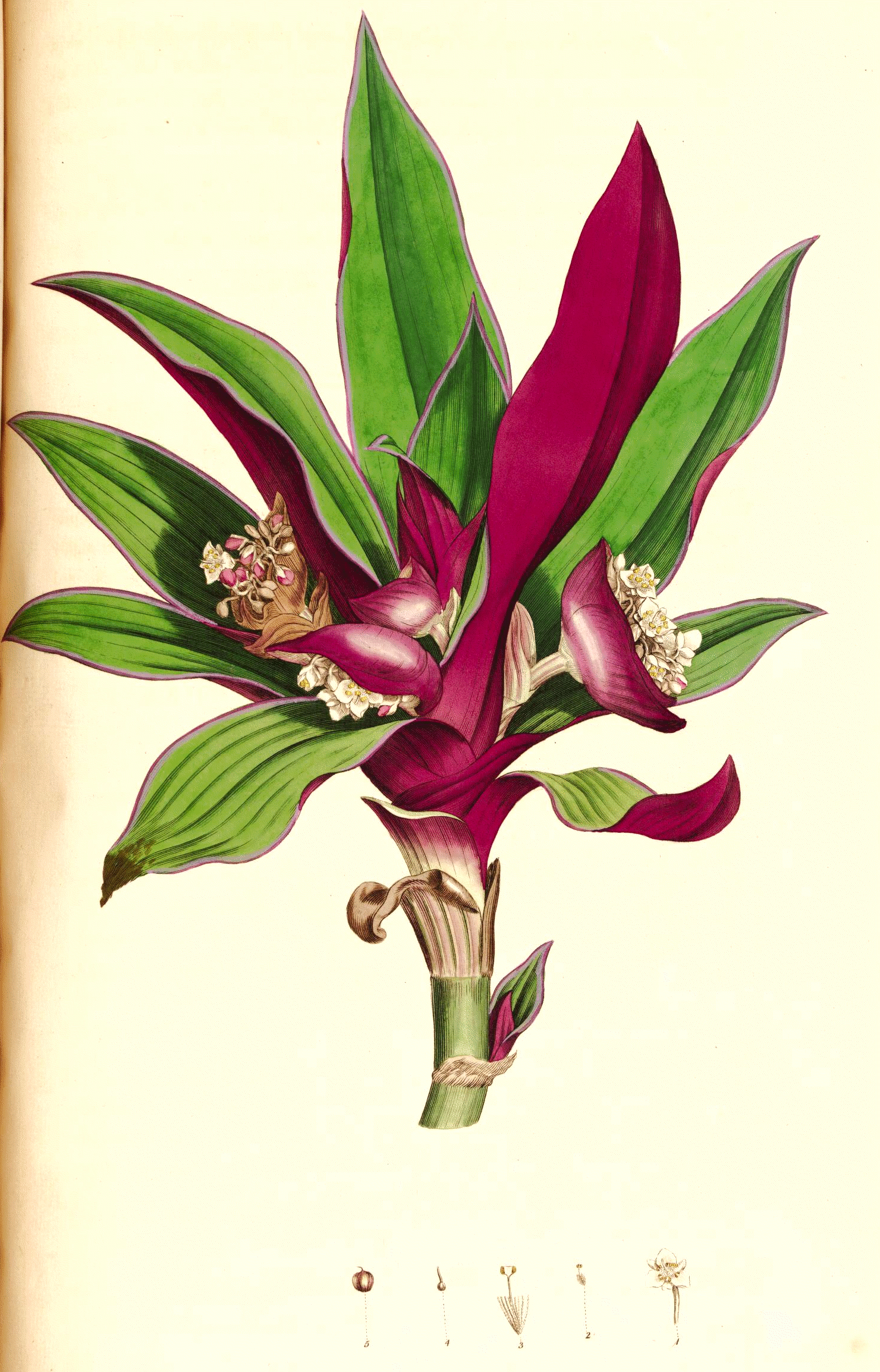
Purpurblättrige Dreimasterblume, Illustration: Zu erkennen sind die Blütenstände mit den typischen Tragblättern

### Erscheinungsbild und Blatt
Tradescantia spathacea wächst als immergrüne, ausdauernde krautige Pflanze. Oft stehen mehrere Sprossachsen in Kolonien zusammen. Die kurzen, zunächst aufrechte, später niederliegende, unverzweigte, kahle Sprossachse kann einen Durchmesser von bis zu 3 Zentimetern erreichen und es bilden sich nur selten Wurzeln an den Knoten (Nodien).
Die wechselständig und scheinbar spiralig angeordneten Laubblätter sind ungestielt. Die manchmal behaarte Blattscheide umfasst anfangs die Sprossachse eng, später öffnet sie sich und ist flach. Die einfache, kahle, etwas fleischige, etwas sukkulente, parallelnervige Blattspreite ist bei einer Länge von 20 bis 40 Zentimetern und einer Breite von 3 bis 6 Zentimetern länglich-lanzettlich oder riemenförmig mit verschmälerter Spreitenbasis, zugespitztem oberen Ende und glattem Blattrand. Die Blattoberseite ist dunkelgrün und die Blattunterseite weinrot bis purpurfarben.

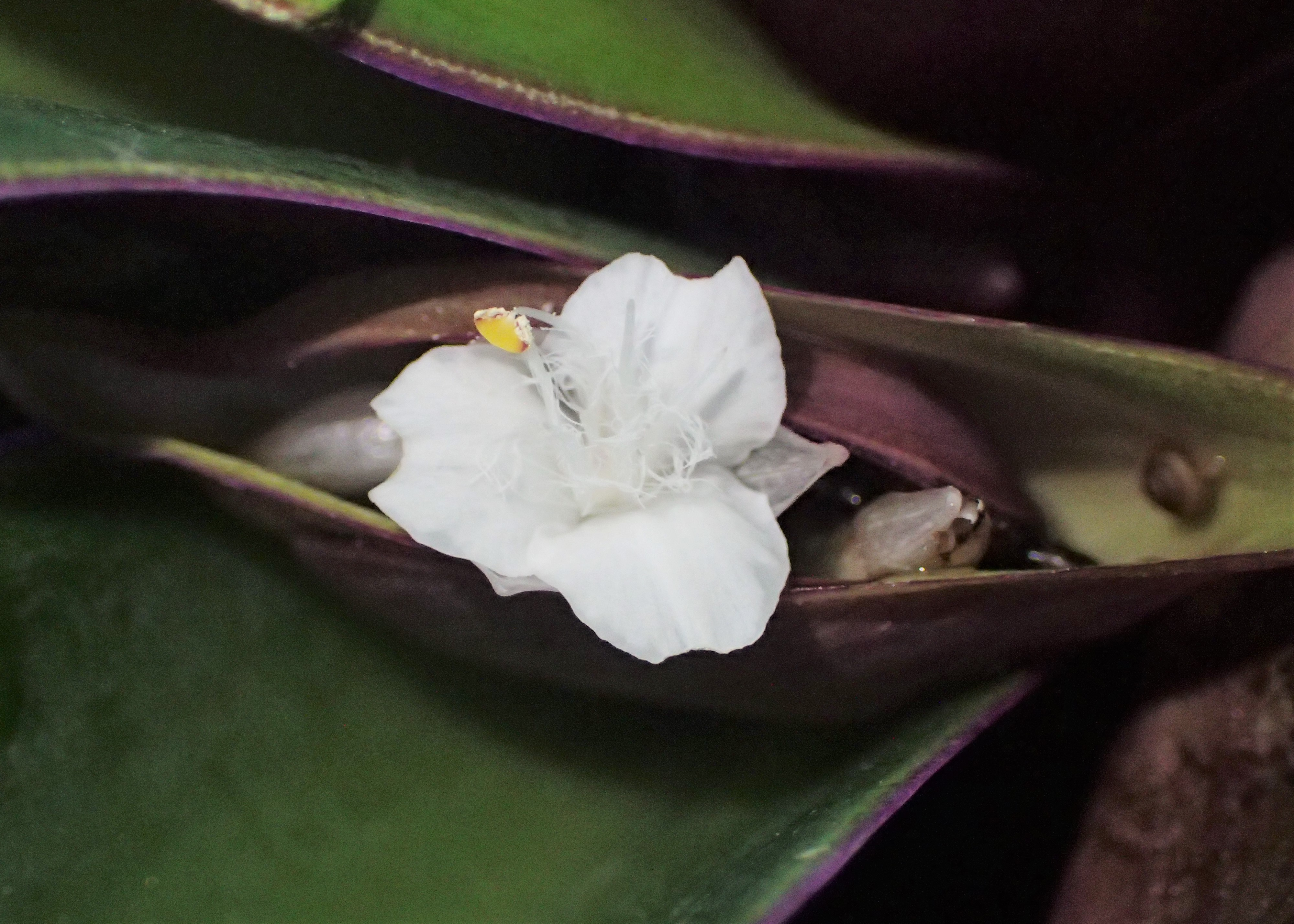
Blüte in schiffchenförmigen Tragblättern

### Blütenstand und Blüte
In seitenständig auf einem kurzen bis kaum erkennbaren Blütenstandsschäften stehenden, einfachen oder verzweigten, rispigen, zymösen Blütenständen stehen viele Blüten zusammen. Die Blütenstände sind jeweils von zwei großen, eingefalteten, bei einer Breite von bis zu 3 Zentimetern eiförmigen, oft weinroten Tragblättern schiffchenförmig umschlossen, so dass nur die gerade erblühenden Blüten hervor schauen, die Knospen und später die heranreifenden Früchte jedoch in dem „Schiffchen“ geschützt sind. Nach Reifung der Früchte vertrocknen die „Schiffchen“ und verbleiben oft noch lange Zeit an der Pflanze. Die deutlichen Blütenstiele sind kahl. Die Staubfäden sind deutlich bärtig.
Die relativ kleinen, zwittrigen Blüten sind radiärsymmetrisch und dreizählig. Die drei freien, weißen Kelchblätter sind 3 bis 6 mm lang und kahl. Die drei freien, weißen Kronblätter sind bei einer Länge von 5 bis 8 Millimeter eiförmig mit abrupter Spitze. Es sind zwei Kreise mit je drei freien Staubblätter vorhanden.

### Frucht und Samen
Die 3 bis 4 mm lange Kapselfrucht ist drei- oder durch Verkümmerung zweifächerig. Jedes Fruchtfach enthält nur einen Samen. Der 3 bis 4 mm große Samen besitzt eine runzelige Oberfläche.

## Systematik
Tradescantia spathacea wurde 1788 durch Olof Peter Swartz in Nova Genera et Species Plantarum seu Prodromus, S. 57 erstveröffentlicht. Synonyme für Tradescantia spathacea Sw. sind: Rhoeo discolor (L'Hér.) Hance ex Walp., Rhoeo spathacea (Sw.) Stearn, Tradescantia discolor L'Hér.

## Verwendung als Zierpflanze
Es gibt einige Sorten, die in subtropischen bis tropischen Parks und Gärten oder Räumen als Zierpflanze verwendet werden. Die Sorte 'Vittata' besitzt glänzend grüne, gelb gestreifte Laubblätter. Tradescantia spathacea ist frostempfindlich.